# Coney Island
Coney Island er en halvø, tidligere en ø, i det sydligste Queens og Brooklyn, New York, USA, med en strand mod Atlanterhavet. Det eponyme kvarter er et samfund med 60.000 mennesker i den vestlige del af halvøen, med Seagate mod vest, Brighton Beach og Manhattan Beach mod øst, og Gravesend mod nord.
Området var et større tilflugtssted og sted for flere forlystelsesparker, der nåede sit højeste i det tidlige 20. århundrede. Populariteten dalede efter 2. verdenskrig, og området oplevede flere års forfald. I de senere år er området blevet revitaliseret med åbningen af KeySpan Park, hjem for det succesfulde Brooklyn Cyclones Minor League Baseball-hold.
Stedet forbindes måske af mange også med filmen The Warriors fra 1979.
40°34′28″N 73°58′43″V / 40.57444°N 73.97861°V